# Regne de Zion
El regne de Zion o Siyon fou un efímer estat dins d'Etiòpia que va existir per dos anys (1914-1916). Mikael va emprar la bandera amb els colors etiòpics.
La reina Worqitu de Wollo que es va aparellar amb el príncep de Scioa de nom Menelik quan aquest es va escapar de mans de l'emperador Tewodros II que l'havia tingut confinat a Magdala i durant el captiveri s'havia casat amb una filla de Tewrodos. Per la seva relació amb Worqitu, Menelik es va fer amic d'un parent de la reina, Mohammed Ali un oromo musulmà de Wollo, fill de l'imam Ali Abba Bula (que era 6 anys més jove que Menelik). Poc després Menelik fou proclamat rei de Scioa (movembre de 1855) i encara que no va governar del 1856 al 1865, l'agost de 1865 va recuperar el control de Scioa i després es va proclamar emperador en rebeldia (1868) com a Menelik II. Menelik va perdre la lluita pel poder imperial i el 1871 va pujar al tron Yohannes IV. Mohamed Ali fou un dels seus partidaris i Menelik el va nomenar governador de Wollo (que depenia de Scioa) el 1874. A la tornada a aquest govern després de fer campanya a Gojjam amb Menelik es va trobar que el poder havia caigut en mans dels oposats a la influència de Scioa i per poder conservar el seu poder Mohamed Ali es va haver de distanciar de Menelik i fer aliança amb Yohannes. Llavors Menelik el va derrotar però no va poder impedir la submissió d'Ali a Yohannes (20 de març de 1878) que havia arribat amb el seu exercit a Wollo. Mohamed Ali es va haver de fer cristià (1879) per no perdre el seu càrrec i va agafar el nom de Mikael esdevenint Ras (duc); molts oromos de Wollo van refusar converti-se i es van exiliar a Jimma, Harar i Metemma. Mikael es va casar amb Scioaregga Menelik, una filla natural de Menelik, que fou la seva tercera esposa. El 1881 va morir Abba Watew, l'altra senyor de Wollo, i Ras Mikael va annexionar els seus territoris i va quedar com únic governant del territori llavors tenia la seva seu a Tenta (Were Himano) però es va traslladar a Kuru Amba (a Hara Wobelo) a la regió de Gerado i a pocs quilòmetres d'allí va fundar (1882) una ciutat al turó de Jemmie, que va portar aquest nom però que després seria la ciutat de Dessie, i que fou la nova capital de Wollo; com a devot ortodox va construir també diverses esglésies. Yohannes IV hauria estat a Jemmie el 1883 i altres cops posteriorment i li va agradar molt, i l'anomenada "La meva Joia" que en amhara és Dessie, nom que li va quedar a la ciutat (no obstant aquesta etimologia és popular i, per tant, incerta). Ras Mikael hi va construir el seu palau a l'inici del segle XX (acabat el 1907). Menelik II fou proclamat emperador el 10 de març de 1889 i Mikael li va oferir la seva lleialtat; durant la primera Guerra Italo-Etíop de 1896 Mikael va lluitar per Menelik i va dirigir la cavalleria oromo contra els italians a la batalla d'Adua.
Menelik II va morir el 12 de desembre de 1913 i el seu net, Lij Iyasu (Iyasu V), fill de Mikael, de 18 anys, va pujar al tron on havia d'estar sota la regència de Ras Tessema Nadew però aquest va premorir i Iyasu sense regent mai fou universalment acceptat i ni tan sols fou formalment coronat. No obstant el 1914 va ordenar que el seu pare Ras Mikael fos coronat negus (rei) reunint al seu govern de Wollo la Província de Tigre i altres regions. Aquest regne fou anomenat regne de Siyon o Zion, i va permetre a Ras Mikael de fer emperador a l'ombra. Ras Mikael foi coronat negus o rei el 31 de maig de 1914 si bé Lij Iyassu no va estar present en aquest esdeveniment i hi va enviar a alguns oficial com Ligaba W/Gabriel i Bejirond Yiggazu; Ras Mikael fou coronat a Dessie per Abuna Petros, el bisbe de l'emperador, davant d'una massa de 50.000 persones.
Poc després esclatava la I Guerra Mundial i es va sospitar que Lij Iyasu tenia contactes amb les potències centrals i fins i tot es va parlar que es volia convertir a l'islam; el 27 de setembre de 1916, Iyasu fou deposat per un consell de nobles i clergues i la cunyada de Mikael, Woizero Zewditu, una filla de Menelik II, fou proclamada Negiste Negest ("Reina de Reis") com Zewditu I. Al mateix temps que fou proclamada emperadriu el consell va proclamar regent i hereu del tron al jove Ras Tafari Makonnen, futur Haile Selassie I que fou casat amb la princesa Woizero Menen Asfaw, una neta de Ras Mikael per la seva filla Woizero Sehin Mikael.
Mikael no va acceptar la deposició de Iyasu i el 7 d'octubre va sortir de Wollo amb un exèrcit de 80.000 homes i va envair Scioa per restaurar al seu fill Iyasu que se li havia de reunir allí amb la part de l'exèrcit que li restava lleial. Després d'aconseguir una victòria inicial a Tora Mesk; les forces de Ras Teferi i Ras Mikael es van enfrontar a les planes de Segele el 22 d'octubre de 1916, i el rei de Zion va ser derrotat i fet presoner i deixat en custòdia del Fitawrari ("Commandant de l'exèrcit") Habte Giyorgis, que el va confinar a una illa del Llac Chabo al país Gurage. Ras Yimer i fitawrari Sirah Bizu van aconseguir mentre trobar-se amb Lij Iyassu i es van dirigir a Maqdala per resistir a les victorioses forces de Shewa (Scioa) que estaven sotmetent Wollo; el govern de la província de Wollo fou confiat a Ras Giyorgis (fins al 1918 que el va succeir Ras Kebede Mengesha). Durant un cert temps els partidaris de Lij Iyassu va continuar oferint resistència a les forces del govern central.
Ras Mikael va demanar el 1919 a l'emperadriu Zewditu de ser traslladat des de l'illa on es trobava i se li va concedir, quedant en arrest domiciliari a Holeta Genet, on va morir al cap de sis mesos (8 de setembre de 1918). El seu fill Lij Iyassu va ser capturat a la Província de Tigre el 1921. Ras Teferi va anar llavors a Wollo (21 de maig de 1921) i es va trobar allí amb Ras Gugsa de Begemder i Ras Hailu de Gojjam; es va negociar amb Ras Siyum, el principal cap dels partidaris de Lij Iyassu, per acabar el conflicte sense sang. Ras Siyum finalment es va rendir el 17 de juny de 1921. Ras Gugsa Araya va portar a Lij Iyassu a Dessie, al Wollo, i el va entregar simbòlicament a Ras Teferi (Iyassu va quedar presoner fins que fou assassinat el 1935 quan es va dir que els invasors italians el volien restablir al tron).